# Palestinas filmhistoria
Den palestinska filmen är, jämfört med den övriga arabiska filmen, relativt ung. De flesta palestinska filmer görs med europeisk eller israelisk sponsring och övrigt stöd. De flesta filmer görs på arabiska, men det görs också film på engelska, franska och hebreiska.
En uppskattning visar att det gjorts över 800 filmer om palestinier, den israelisk-palestinska konflikten och andra relaterade ämnen.

## Kända regissörer
- Hany Abu-Assad
- Mohammed Almughanni
- Mustafa Abu Ali
- Mohammed Bakri
- Yazan Kassisieh
- Rashid Masharawi
- Mai Masri
- Monica Maurer
- Izidore Musallam
- Rosalind Nashashibi
- Leila Sansour
- Elia Suleiman